# 索布拉尼宮

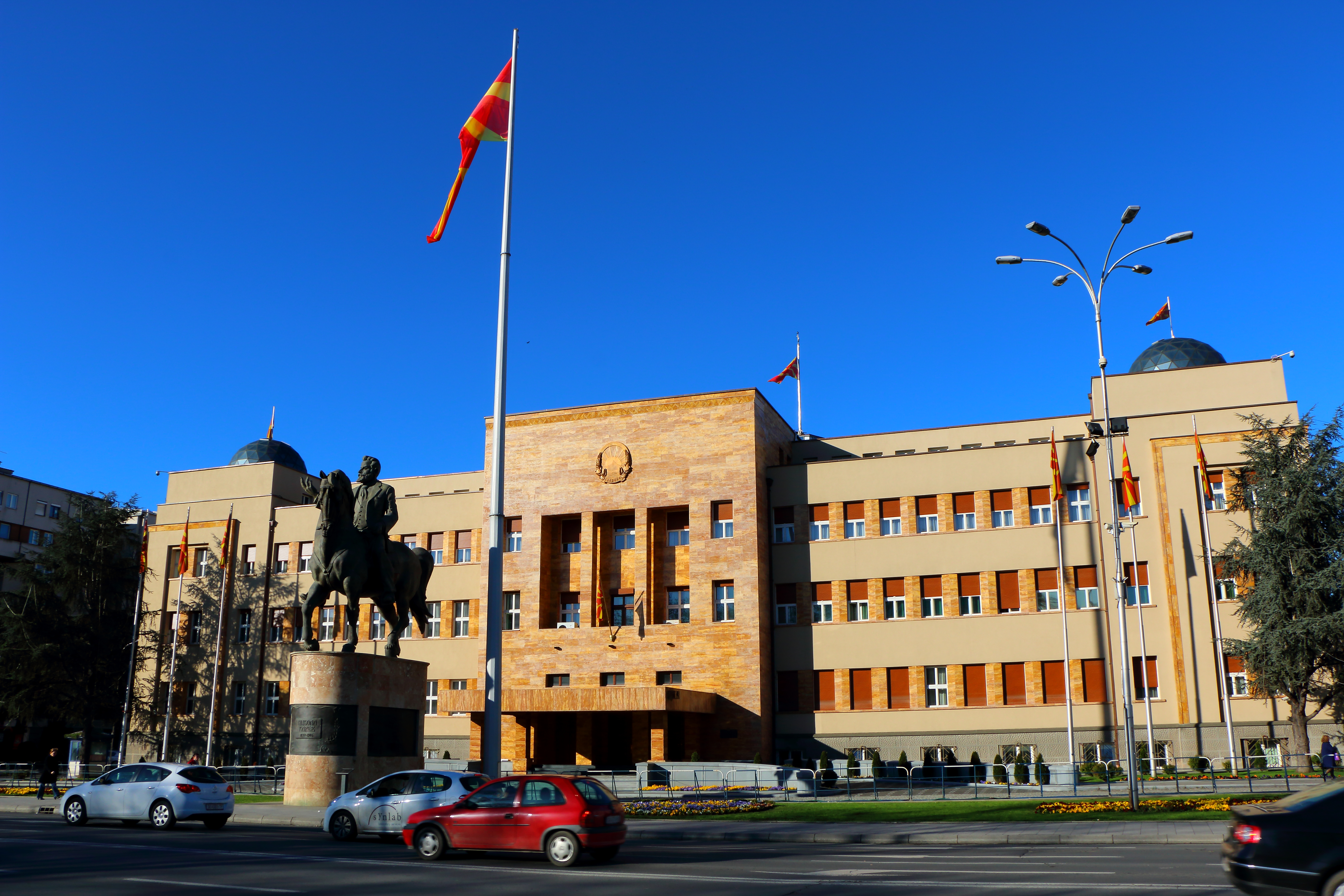

索布拉尼宮（Палата на Собранието）是北馬其頓首都史高比耶的一棟建築物。這棟建築建於1938年。1991年後，該建築是北馬其頓議會的辦公地點。